# Tân Thị, Thường Đức
Tân Thị tiếng Trung: 津市市; bính âm: Jīnshì shì, Hán Việt: Tân Thị thị) là một thành phố cấp huyện thuộc địa cấp thị Thường Đức, tỉnh Hồ Nam, Trung Quốc. Thành phố nằm ở hạ lưu của Lễ Thủy, gần hồ Động Đình. Tân Thị trước là tên của mộ trấn trứ danh. Nằm tại nơi chính chi lưu của Lưu Thủy hợp lại nên có vị trí chiến lược, các thị thương dã thiết lập chợ. Đến thời nhà Minh thì lập trấn, trực thuộc Lễ Châu. Năm 1913, Lễ Châu cải thành Lễ huyện. Từ 1950 đến 1952, 1953 đến 1963, đã hai lần thành lập thành phố, sau lại bị giải thể. Năm 1979, lần thứ ba, Lễ huyện trở thành thành phố Tân Thị cho đến nay. Tháng 4 năm 1986, trở thành tỉnh hạt, do địa khu Thường Đức quản lý. Tháng 4 năm 1988 chuyển sang cho Thường Đức.
Tân Thị là thành phố côn nghiệp nhẹ và trung tâm phân phối hàng hóa quan trọng của lưu vực Lễ Thủy. Các ngành công nghiệp chủ yếu là sản xuất trục xe ô tô, thực phẩm, dệt may. Sản phẩm chính là hàng dệt lụa tơ tằm, bông lanh và các loại axít, enzim, muối công nghiệp. Các nông sản chủ yếu là lúa gạo, chè, bông, dầu và cây gai dầu. Nuôi lợn và nuôi tồng thủy sản cũng phát triển.
Tân Thị được chia thành:
- 4 Nhai đạo
  - Tam Châu Dịch nhai đạo (三洲驿街道)
  - Uông Gia Kiều nhai đạo (汪家桥街道)
  - Tương Dương Nhai nhai đạo (襄阳街街道)
  - Kim Ngư Lĩnh nhai đạo (金鱼岭街道)
- 5 Trấn
  - Tân Châu trấn (新洲镇)
  - Độ Khẩu trấn (渡口镇)
  - Bảo Hòa Đê trấn (保和堤镇)
  - Bạch Y trấn (白衣镇)
  - Linh Tuyền trấn (灵泉镇)
- Hương
  - Đường Hoa hương (棠华乡)
  - Lý Gia Ơhô hương (李家铺乡)
- Khác
  - Sầm Đạm nông trường (涔澹农场)